# Вербівська сільська рада (Ружинський район)
Вербівська сільська рада — колишня адміністративно-територіальна одиниця та орган місцевого самоврядування у Ружинському й Попільнянському районі Бердичівської округи, Київської і Житомирської областей УРСР та України з адміністративним центром у с. Вербівка.

## Населені пункти
Сільській раді були підпорядковані населені пункти:
- с. Вербівка
- с. Трубіївка

## Населення
Відповідно до перепису населення СРСР, на 17 грудня 1926 року чисельність населення ради становила 1 644 особи, з них за статтю: чоловіків — 799, жінок — 845; етнічний склад: українців — 1 624, росіян — 9, поляків — 4, інші — 7. Кількість домогосподарств — 360, з них, несільського типу — 3.
Відповідно до результатів перепису населення СРСР, кількість населення ради, станом на 12 січня 1989 року, становила 1 132 особи.
Станом на 5 грудня 2001 року, відповідно до перепису населення України, кількість мешканців сільської ради становила 855 осіб.

## Склад ради
Рада складалася з 12 депутатів та голови.

### Керівний склад сільської ради
| ПІБ                                                          | Основні відомості                                                               | Дата обрання | Дата звільнення |
| ------------------------------------------------------------ | ------------------------------------------------------------------------------- | ------------ | --------------- |
| Сільський голова, 1966 року народження, освіта, безпартійний | 11.11.2015                                                                      |              |                 |
| Дмитренко Леся Костянтинівна                                 | Сільський голова, 1966 року народження, освіта середня спеціальна, безпартійний |              |                 |

Примітка: таблиця складена за даними джерела

## Історія
Створена 1923 року в с. Вербівка Верхівнянської волості Сквирського повіту Київської губернії. Станом на 17 грудня 1926 року в складі ради числиться лісова сторожка Вербівська, станом на 1 жовтня 1941 року знята з обліку населених пунктів.
Станом на 1 вересня 1946 року сільрада входила до складу Ружинського району Житомирської області, на обліку в раді перебувало с. Вербівка.
5 березня 1959 року, відповідно до рішення Житомирського облвиконкому № 161 «Про ліквідацію та зміну адміністративно-територіального поділу окремих сільських рад області», внаслідок укрупнення колгоспів, до складу ради приєднано територію та с. Трубіївка Трубіївської сільської ради Ружинського району.
Станом на 1 січня 1972 року сільрада входила до складу Ружинського району Житомирської області, на обліку в раді перебували села Вербівка та Трубіївка.
Виключена 17 липня 2020 року. Територію та населені пункти ради, відповідно до розпорядження Кабінету Міністрів України № 711-р від 12 червня 2020 року «Про визначення адміністративних центрів та затвердження територій територіальних громад Житомирської області», включено до складу Ружинської селищної територіальної громади Бердичівського району Житомирської області.
Входила до складу Ружинського (7.03.1923 р., 4.05.1965 р.) та Попільнянського (30.12.1962 р.) районів.